# Tour de Suisse 1948
Die 12. Tour de Suisse fand vom 12. bis 19. Juni 1948 statt. Sie führte über sieben Etappen und eine Gesamtdistanz von 1412,4 Kilometern.
Gesamtsieger wurde – wie schon 1942 – der Schweizer Ferdy Kübler. Die Rundfahrt startete in Zürich mit 64 Fahrern aus acht Ländern, von denen 40 Fahrer ins Ziel – wiederum in Zürich – kamen.
Diese Austragung der Tour de Suisse wurde von einem tragischen Unglücksfall überschattet: Auf der vierten Etappe von Thun nach Altdorf stürzte der belgische Rennfahrer Richard Depoorter, der zu diesem Zeitpunkt an aussichtsreicher Position für den zweiten Platz in der Gesamtwertung lag, in einem schlecht beleuchteten Tunnel bei Wassen tödlich.
Zunächst hieß es, er sei an den Folgen des Sturzes sofort verstorben. Bei zwei späteren Autopsien in Belgien stellte sich heraus, dass es Reifenspuren an Depoorters Körper gab, zudem gaben mehrere Zeugen, darunter der französische Journalist Jean Leulliot sowie der Sportliche Leiter der französischen Mannschaft La Perla, Francis Pélissier, an, ein belgisches Begleitfahrzeug hätte ihn überfahren. Nach Angaben anderer Zeugen habe der Tour-Leiter Carl Senn diese angewiesen, über den von ihnen beobachten Hergang des Unfalls zu schweigen. Nach zehnjährigen Rechtsstreitigkeiten wurde festgestellt, dass das Begleitfahrzeug Depoorter überfahren hatte; der Fahrer wurde zu sechs Monaten Haft sowie der Zahlung einer Schadensersatzssumme an die Witwe in Höhe von 1,5 Millionen Belgische Francs verurteilt.
Zu Depoorters 60. Todestag reiste eine Delegation mit dem Ichtegemer Bürgermeister an der Spitze zu einer Gedenkveranstaltung nach Wassen und legte ein Gebinde aus Alpenrosen an der Unglücksstelle nieder, zudem wurde eine Gedenktafel enthüllt. Der Tunnel heißt heute Depoorter-Tunnel.
Beim tödlichen Unfall Depoorters handelt es sich um den ersten und bis zum Unfall Gino Mäders an der Tour de Suisse 2023 einzigen Todesfall eines Rennfahrer bei der Tour de Suisse.

## Etappen
| Etappe      | Tag      | Start – Ziel               | km    | Etappensieger     | Gesamtwertung |
| ----------- | -------- | -------------------------- | ----- | ----------------- | ------------- |
| 1. Etappe A | 12. Juni | Zürich – Olten             | 154,3 | Ferdy Kübler      |               |
| 1. Etappe B | 12. Juni | Olten – Basel              | 75,6  | Jean Robic        | Ferdy Kübler  |
| 2. Etappe   | 13. Juni | Basel – La Chaux-de-Fonds  | 189,1 | Giulio Bresci     | Ferdy Kübler  |
| 3. Etappe A | 14. Juni | La Chaux-de-Fonds – Morges | 100,7 | Jean Goldschmit   | Ferdy Kübler  |
| 3. Etappe B | 14. Juni | Morges – Thun              | 156,3 | Ferdy Kübler      | Ferdy Kübler  |
| 4. Etappe   | 16. Juni | Thun – Altdorf             | 134,4 | Jean Robic        | Ferdy Kübler  |
| 5. Etappe   | 17. Juni | Altdorf – Lugano           | 152,8 | Hugo Koblet       | Ferdy Kübler  |
| 6. Etappe   | 18. Juni | Lugano – Arosa             | 189   | Ferdy Kübler      | Ferdy Kübler  |
| 7. Etappe A | 19. Juni | Arosa – Flawil             | 149,7 | Walter Diggelmann | Ferdy Kübler  |
| 7. Etappe B | 19. Juni | Flawil – Zürich            | 110,5 | Ferdy Kübler      | Ferdy Kübler  |